# Caulanthus heterophyllus
Caulanthus heterophyllus är en korsblommig växtart som först beskrevs av Thomas Nuttall, och fick sitt nu gällande namn av Edwin Blake Payson. Caulanthus heterophyllus ingår i släktet Caulanthus och familjen korsblommiga växter. Inga underarter finns listade i Catalogue of Life.

## Bildgalleri

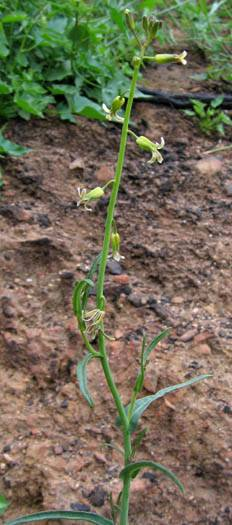